# Суртан-Узяк
Сурта́н-Узя́к (рос. Суртан-Узяк, башк. Суртанүҙәк) — присілок у складі Зілаїрського району Башкортостану, Росія. Входить до складу Матраєвської сільської ради.
Населення — 59 осіб (2010; 90 в 2002).
Національний склад:
- башкири — 99%